# سیارک ۴۱۷۵
سیارک ۴۱۷۵ (به انگلیسی: 4175 Billbaum، نامگذاری:1985GX) چهار هزار و صد و هفتاد و پنجمین سیارک کشف شده‌است که در ۱۵ آوریل ۱۹۸۵ کشف شد.
قدر مطلق سیارک برابر ۱۲٫۳۰ است.